# 11 мая
11 мая — 131-й день года (132-й в високосные годы) по григорианскому календарю.
До конца года остаётся 234 дня.
До 15 октября 1582 года — 11 мая по юлианскому календарю, с 15 октября 1582 года — 11 мая по григорианскому календарю.
В XX и XXI веках соответствует 28 апреля по юлианскому календарю.

## Праздники и памятные дни
См. также: Категория:Праздники 11 мая

### Национальные
- Лаос — День конституции.

### Религиозные
Православие
- Память мучеников Саторния, Иакисхола, Фавстиана, Ианнуария, Марсалия, Евфрасия, Маммия, Мурина, Зинона, Евсевия, Неона и Виталия (ок. 63);
- память апостолов от 70-ти Иасона и Сосипатра, мученицы Керкиры девы и иных, с ними пострадавших (I);
- память мучеников Дады, Максима и Квинтилиана (286)[4];
- память святителя Кирилла, епископа Туровского (1183);
- память мученицы Анны Шашкиной (1939).

### Именины
- Католические: Эстелла, Мира, Игнатий, Мамерт, Франциск.
- Православные: Анна, Виталий, Кирилл, Максим.

## События
См. также: Категория:События 11 мая

### До XIX века
- 1468 до н. э. — одна из предполагаемых дат битвы при Мегиддо (по расчётам профессора Ричарда Паркера)[5]. Войска фараона Тутмоса III разбили коалицию царей Северной Сирии и Палестины.
- 330 — торжественная церемония освящения Константинополя.
- 868 — китайский монах Ван Цзе изготовил «Алмазную сутру». Это самый древний из дошедших до наших дней точно датированный печатный документ.
- 1692 — спущен на воду один из первых кораблей потешной флотилии Петра I[6][7].
- 1709 — началась первая массовая эмиграция немцев из Пфальца в Северную Америку. [источник?]

### XIX век
- 1818 — в составе России образована Бессарабская область.
- 1833 — после столкновения с айсбергом в Атлантическом океане затонул английский парусник «Lady of the Lake». Погибли 215 человек.
- 1858 — Миннесота стала 32-м штатом США.
- 1860 — высадка «тысячи» Джузеппе Гарибальди на Сицилии.
- 1867 — на конференции в Лондоне европейские державы гарантировали независимость и нейтралитет Великого герцогства Люксембург.
- 1878 — Макс Хедель совершил покушение на императора Германии Вильгельма I, который не пострадал.
- 1881 — царь Александр III (сын Александра II) издал Манифест о незыблемости самодержавия, открыв эпоху контрреформ.
- 1891 — инцидент в Оцу, Япония.
- 1894 — начало Пульмановской стачки, важной вехи в борьбе железнодорожников и рабочем движении США в целом.
- 1896 — основан Томский технологический институт (ныне Томский политехнический университет).

### XX век
- 1912 — в честь 200-летия Тульского оружейного завода открыт памятник Петру I, отцу-покровителю тульских мастеров.
- 1918 — с подачи Феликса Дзержинского президиум ВЦИК вынес постановление о закрытии московских газет, помещающих «ложные слухи… исключительно к тому, чтобы посеять среди населения панику и восстановить граждан против Советской власти».
- 1920 — Совет Оксфордского университета позволил женщинам получать образование в своих стенах.
- 1926 — со Шпицбергена в Теллер (Аляска, США) в первый полёт на дирижабле на Северный полюс вылетел дирижабль «Норвегия». Среди членов экипажа — Амундсен, Умберто Нобиле и Линкольн Элсуорт.
- 1927 — образована Американская академия киноискусств.
- 1928 — в Нью-Йорке начата первая в мире регулярная трансляция телепередач.
- 1931 — банкротством австрийского банка «Кредит-Анштальт» начался финансовый кризис в Центральной Европе.
- 1932 — в Риге открылся Этнографический музей.
- 1937
  - Приказом НКО от занимаемой им должности был освобождён маршал М. Н. Тухачевский.
  - Северная военная флотилия была преобразована в Северный флот.
- 1939 — начался Халхин-Гольский конфликт.
- 1941 — в результате фашистского авианалёта на Лондон полностью разрушен Куинс-холл, долгие годы бывший главным концертным залом Лондона.
- 1944
  - Вышло Постановление Государственного Комитета Обороны о депортации крымских татар из Крыма.
  - Началась битва за Атту.
- 1945 — Государственный комитет обороны СССР принял решение о предоставлении займа Временному правительству Австрии.
- 1949
  - В Нью-Йорке продан первый фотоаппарат Polaroid. Стоил он тогда 89 долларов 95 центов.
  - Израиль вступил в ООН.
  - Королевство Сиам переименовывается в Таиланд.
- 1950
  - В Париже в театре «Théâtre des Noctambules» («Театре полуночников») состоялась премьера пьесы франко-румынского драматурга Эжена Ионеско «Лысая певица».
  - На конференции трёх великих держав в Лондоне (Великобритания, США и Франция) принято решение об усилении экономического, политического и военного сотрудничества и об участии в нём Западной Германии.
- 1955 — началось совещание в Варшаве представителей восьми европейских социалистических стран по обеспечению мира и безопасности в Европе, на котором был заключён договор о дружбе, сотрудничестве и взаимной помощи (Варшавский договор).
- 1959 — в Женеве открылась конференция министров иностранных дел СССР, США, Великобритании и Франции по Германии и берлинскому вопросу. От ФРГ и ГДР присутствуют наблюдатели.
- 1960 — агенты израильских спецслужб захватили в Буэнос-Айресе нацистского преступника Адольфа Эйхмана, который затем был тайно вывезен из страны, предстал перед судом и был казнён.
- 1961 — состоялся первый взлёт вертолёта Ка-25 (лётчик-испытатель Д. К. Ефремов).
- 1964 — в СССР постановлением Министерства культуры основана Всесоюзная фирма грамзаписи «Мелодия» (ныне это госпредприятие «Фирма Мелодия»).
- 1967 — Великобритания, Дания и Ирландия официально заявили о своём желании присоединиться к ЕЭС.
- 1970 — Совет безопасности ООН принял решение о предоставлении независимости Бахрейнским островам, которые в течение почти двух веков были предметом спора между Ираном и Великобританией.
- 1971 — 120 членов парламента от Лейбористской партии заявили о своём несогласии с идеей вступления Великобритании в Европейское экономическое сообщество.
- 1973 — Катастрофа Ил-18 под Семипалатинском.
- 1978 — Болуань Фаньчжэн: в китайской газете Гуанмин жибао вышла статья «Практика — единственный критерий проверки истины[кит.]», где критиковалась концепция «двух абсолютов»[8].
- 1981 — в Лондоне состоялась премьера мюзикла Эндрю Ллойда Уэббера «Кошки».
- 1985 — сингл Мадонны «Crazy For You» (из кинофильма «Vision Quest») занял первое место в США.
- 1987 — индийское правительство ввело прямое правление в штате Пенджаб.
- 1991 — шведский дуэт «Roxette» занял первое место в американском хит-параде с песней «Joyride».
- 1996
  - Катастрофа на Джомолунгме: 8 альпинистов погибли при восхождении на гору с южного склона.
  - Катастрофа DC-9 в Эверглейдсе: из-за пожара в грузовом отсеке, вызванном неправильной перевозкой опасного груза, самолёт DC-9-32 потерял управление и упал в болото во Флориде, погибли 110 человек.
- 1997 — чемпион мира по шахматам Гарри Каспаров признал поражение в матче с компьютером IBM «Deep Blue».
- 1998 — в Казахстане в составе МВД создано спецподразделение «Сункар».
- 2000 — в Индии родилась миллиардная жительница этого государства — Аста Арора.

### XXI век
- 2001 — анонсировано создание раздела Википедии на русском языке[9].
- 2002 — сборная Словакии впервые стала чемпионом мира по хоккею с шайбой, обыграв в финале сборную России (4:3).
- 2003 — на арене Колизея впервые выступил рок-музыкант — Пол Маккартни.
- 2004 — на телеканале ТНТ стартовало самое долгое реалити-шоу на российском телевидении «Дом-2» (выходило на ТНТ до 2020), вошедшее в книгу рекордов Гиннеса.
- 2014 — состоялись сфальсифицированные референдумы о самоопределении ДНР и ЛНР.
- 2021 — массовое убийство в гимназии № 175 в Казани, 9 погибших.

## Родились
См. также: Категория:Родившиеся 11 мая

### До XIX века
- 482 / 483 — Юстиниан I Великий (ум. 565), византийский император (527—565).
- 1670 — граф Яков Брюс (ум. 1735), российский государственный деятель, военный, дипломат, инженер и учёный, генерал-фельдмаршал, сподвижник Петра I.
- 1720 — Карл Фридрих Иероним фон Мюнхгаузен (ум. 1797), немецкий барон, ротмистр русской службы и знаменитый рассказчик, имя которого стало нарицательным.
- 1728 — Пьер Гавинье (ум. 1800), французский скрипач, композитор и педагог.
- 1752 — Иоганн Блюменбах (ум. 1840), немецкий физиолог, анатомист, основатель физической антропологии.
- 1764 — Григорий Угрюмов (ум. 1823), русский исторический живописец и портретист.
- 1790 — Дмитрий Бутурлин (ум. 1849), русский военный историк, государственный деятель.

### XIX век
- 1823 — Николай Маиевский (ум. 1892), российский механик и учёный-артиллерист.
- 1824
  - Александр Лакиер (ум. 1870), российский историк права и литератор;
  - Жан-Леон Жером (ум. 1904), французский живописец и скульптор, представитель академизма.
- 1827 — Жан Батист Карпо (ум. 1875), французский скульптор, живописец и рисовальщик.
- 1848 — Вильгельм Виндельбанд (ум. 1915), немецкий философ-идеалист, историк философии.
- 1854
  - Отмар Мергенталер (ум. 1899), немецко-американский изобретатель в области полиграфии, создатель линотипа;
  - Албион Вудбери Смолл (ум. 1926), американский социолог, педагог, представитель социального дарвинизма.
- 1857 — Сергей Александрович (уб. 1905), великий князь, пятый сын российского императора Александра II, московский генерал-губернатор (1891—1905).
- 1864 — Этель Лилиан Войнич (ум. 1960), английская писательница, переводчица и композитор.
- 1881 — Теодор фон Карман (ум. 1963), американский инженер и физик, специалист в области воздухоплавания.
- 1882 — Йозеф Маркс (ум. 1964), австрийский композитор и педагог, музыкальный критик.
- 1885 — Кинг Оливер (наст.имя Джозеф Оливер; ум. 1938), американский джазовый корнетист и дирижёр.
- 1888 — Ирвинг Берлин (наст.имя Израиль Бейлин; ум. 1989), американский композитор.
- 1889
  - Пол Нэш (ум. 1946), английский живописец, иллюстратор, дизайнер и критик;
  - Уолтер Хаас[англ.] (ум. 1979), американский бизнесмен, сделавший процветающей фирму «Levi Strauss & Co».
- 1892 — Маргарет Рутерфорд (ум. 1972), английская актриса театра и кино, обладательница премий «Оскар» и «Золотой глобус».
- 1894 — Марта Грэхэм (ум. 1991), американская танцовщица, хореограф, педагог и режиссёр.
- 1895 — Ян Парандовский (ум. 1978), польский писатель, переводчик, публицист, историк культуры, профессор Люблинского католического университета.
- 1896 — Йосип Славенский (ум. 1955), хорватский и югославский композитор.
- 1899 — Киприан (в миру Константин Керн; ум. 1960), русский и сербский профессор-богослов, историк церкви, архимандрит.

### XX век
- 1902 — Кирилл Москаленко (ум. 1985), советский военачальник, Маршал Советского Союза, дважды Герой Советского Союза.
- 1904 — Сальвадор Дали (ум. 1989), испанский живописец-сюрреалист, график, скульптор, режиссёр и писатель.
- 1906 — Вера Кетлинская (ум. 1976), русская советская писательница и сценаристка.
- 1911 — Владимир Локтев (ум. 1968), дирижёр, педагог и композитор, заслуженный деятель искусств РСФСР.
- 1915 — Фуад Абдурахманов (ум. 1971), скульптор-монументалист, народный художник Азербайджанской ССР.
- 1916 — Камило Хосе Села (ум. 2002), испанский писатель и публицист, лауреат Нобелевской премии (1989).
- 1918 — Ричард Фейнман (ум. 1988), американский физик-теоретик, один из создателей квантовой электродинамики, лауреат Нобелевской премии (1965).
- 1924 — Энтони Хьюиш (ум. 2021), английский физик, радиоастроном, профессор астрономии.
- 1925 — Макс Морлок (ум. 1994), немецкий футболист, чемпион мира (1954).
- 1926 — Ивонн Фюрно (ум. 2024), французская актриса кино и театра.
- 1927
  - Михаил Колосов (ум. 1985), советский химик-органик, академик АН СССР;
  - Майя Меркель (ум. 2015), советский и российский режиссёр, сценарист и оператор неигрового кино, писательница.
- 1928 — Марко Феррери (ум. 1997), итальянский кинорежиссёр, актёр и сценарист.
- 1930 — Эдсгер Дейкстра (ум. 2002), нидерландский математик-программист, пионер структурного программирования.
- 1932 — Валентино Гаравани, итальянский модельер, дизайнер одежды, второй представитель династии.
- 1935 — Максуд Ибрагимбеков (ум. 2016), азербайджанский писатель, драматург и киносценарист, писавший на русском языке.
- 1937
  - Виктор Левашов (ум. 2016), советский и российский писатель и драматург, журналист;
  - Георгий Шенгелая (ум. 2020), советский и грузинский кинорежиссёр, сценарист и актёр;
  - Виталий Коняев (ум. 2023), актёр Малого театра и кино, заслуженный артист РСФСР, народный артист России;
  - Ильдико Уйлаки-Рейтё, венгерская фехтовальщица на рапирах, двукратная олимпийская чемпионка, 5-кратная чемпионка мира.
- 1940 — Жанна Прохоренко (ум. 2011), актриса театра и кино, народная артистка РСФСР.
- 1941 — Эрик Бёрдон, английский певец и автор песен, вокалист группы «The Animals».
- 1943 — Ян Энглерт, польский актёр театра, кино, радио и телевидения, театральный режиссёр и педагог.
- 1947 — Юрий Сёмин, советский футболист, советский и российский футбольный тренер.
- 1949 — Олег Сосковец, советский, казахстанский и российский государственный деятель.
- 1952
  - Владимир Банных (ум. 2025), советский и российский художник-постановщик, актёр.
  - Фрэнсис Фишер, американская актриса театра, кино и телевидения.
- 1955 — Мария Сорте (урожд. Мария Арфуч Идальго), мексиканская актриса, певица, сценаристка, продюсер, радиоведущая.
- 1963
  - Константин Меладзе, советский и украинский композитор, поэт-песенник, музыкальный продюсер.
  - Наташа Ричардсон (ум. 2009), английская актриса театра, кино и телевидения, обладательница премии «Тони».
- 1964 — Джон Пэрротт, английский игрок в снукер, чемпион мира.
- 1966 — Кристоф Шнайдер, немецкий музыкант, барабанщик индастриал-метал-группы «Rammstein».
- 1967 — Мислав Безмалинович (ум. 2024), югославский и хорватский ватерполист, олимпийский чемпион (1988) и чемпион мира (1991) в составе сборной Югославии.
- 1973 — Марк Невелдайн, американский кинорежиссёр, продюсер, сценарист и кинооператор.
- 1974 — Бенуа Мажимель, французский актёр кино и телевидения, обладатель приза Каннского кинофестиваля.
- 1977
  - Янне Ахонен, финский прыгун с трамплина, 5-кратный чемпион мира, двукратный обладатель Кубка мира.
  - Изольда Ишханишвили, российская певица, бывшая солистка группы «Лицей».
- 1978 — Летиция Каста, французская манекенщица и актриса.
- 1984 — Андрес Иньеста, испанский футболист, чемпион мира (2010), двукратный чемпион Европы (2008 и 2012).
- 1988
  - Брэд Маршан, канадский хоккеист, обладатель Кубка Стэнли (2011), чемпион мира (2016).
  - Зеверин Фройнд, немецкий прыгун на лыжах с трамплина, олимпийский чемпион (2014), трёхкратный чемпион мира.

## Скончались
См. также: Категория:Умершие 11 мая

### До XIX века
- 912 — Лев VI Мудрый, или Философ (р. 866), византийский император из Македонской династии (886—912).
- 940 — Евтихий Александрийский (р. 876), патриарх Александрийский (933—940), автор краткой всеобщей истории.
- 1686 — Отто фон Герике (р. 1602), немецкий физик, инженер и философ.
- 1708 — Жюль Ардуэн-Мансар (р. 1646), французский архитектор.

### XIX век
- 1840 — Иоганн Вильгельм Эдуард Д’Альтон (р. 1772), немецкий анатом, отец Иоганна Самуэля Эдуарда.
- 1849 — Жюли Рекамье (р. 1777), хозяйка знаменитого литературно-политического салона в Париже.
- 1857 — Франсуа Эжен Видок (р. 1775), основатель французской уголовной полиции.
- 1867 — Иоганн Фридрих Герман Альберс (р. 1805), немецкий врач, основатель и директор психиатрической клиники.
- 1871 — Джон Гершель (р. 1792), английский математик, астроном, химик, изобретатель, сын Уильяма Гершеля.
- 1879 — Гоба, Самуэль (р. 1799), религиозный деятель, протестантский епископ в Иерусалиме.
- 1887
  - Жан Батист Буссенго (р. 1802), французский химик, академик, один из основоположников агрохимии.
  - Мариан Лангевич (р. 1827), польский революционер.
- 1889 — Джон Кэдбери (р. 1801), английский предприниматель, производитель шоколада, основатель компании Cadbury.
- 1895 — Платон Павлов (р. 1823), русский историк и общественный деятель.

### XX век
- 1916 — Макс Регер (р. 1873), немецкий композитор, пианист, органист.
- 1927 — Хуан Грис (р. 1887), испанский художник и скульптор, один из основоположников кубизма.
- 1937 — Афонсу Аугушту да Кошта (р. 1871), португальский политик, трижды премьер-министр Португалии.
- 1939 — погибли:
  - Полина Осипенко (р. 1907), советская лётчица, одна из первых женщин — Героев Советского Союза;
  - Анатолий Серов (р. 1910), советский военный деятель, комбриг, лётчик-испытатель, Герой Советского Союза.
- 1944 — погиб Марат Казей (р. 1929), юный белорусский партизан-разведчик, Герой Советского Союза (посмертно).
- 1945 — Лев Маневич (р. 1898), советский военный разведчик, Герой Советского Союза (посмертно).
- 1955 — Николай Крылов (р. 1879), русский советский математик и физик, академик АН СССР.
- 1959 — Марчелла Альбани (р. 1901), итальянская актриса немого кино.
- 1960 — Джон Рокфеллер-младший (р. 1874), американский нефтепромышленник, финансист, сын Дж. Д.Рокфеллера.
- 1963 — Герберт Гассер (р. 1888), американский физиолог, лауреат Нобелевской премии (1944).
- 1967 — Лев Шейнин (р. 1906), советский сценарист, писатель и драматург.
- 1970 — Леон Оганесян (р. 1885), армянский советский терапевт, основатель Института кардиологии Армении.
- 1971 — Иван Правов (р. 1899), советский кинорежиссёр и сценарист.
- 1973 — Григорий Козинцев (р. 1905), режиссёр театра и кино, сценарист, педагог, народный артист СССР.
- 1976
  - Серафима Бирман (р. 1890), актриса театра и кино, театральный режиссёр, педагог, народная артистка РСФСР;
  - Алвар Аалто (р. 1898), финский архитектор и дизайнер.
- 1977 — Виктор Маслов (р. 1910), советский футболист и тренер.
- 1979 — Александр Макаревский (р. 1904), советский учёный в области самолётостроения, академик, Герой Социалистического Труда.
- 1980 — Резо Эбралидзе (р. 1921), грузинский советский драматург и киносценарист.
- 1981
  - Одд Хассель (р. 1897), норвежский физико-химик, лауреат Нобелевской премии по химии (1969);
  - Боб Марли (р. 1945), ямайский регги-музыкант, гитарист, певец, композитор.
- 1988 — Ким Филби (р. 1912), один из руководителей британской разведки, коммунист, советский агент.
- 1990 — Венедикт Ерофеев (р. 1938), русский писатель («Москва — Петушки»).
- 1996 — Ннамди Азикиве (р. 1904), первый президент Нигерии (1963—1966).

### XXI век
- 2001 — Дуглас Адамс (р. 1952), английский писатель, драматург и сценарист.
- 2002 — погибла Ника Турбина (р. 1974), русская поэтесса, известная стихотворениями, написанными в детском возрасте.
- 2017 — Галина Шергова (р. 1923), советская и российская писательница, сценарист, журналистка, военный корреспондент.
- 2019 — Пегги Липтон (р. 1946), американская актриса, певица и модель, обладательница премии «Золотой глобус».
- 2020 — Олег Ковалёв (р. 1948), российский государственный деятель. Губернатор Рязанской области (2008—2017).
- 2022 — Рэнди Уивер[англ.] (р. 1948), американский сурвивалист и белый сепаратист. Участник инцидента в Руби-Ридж.
- 2025
  - Роберт Бентон (р. 1932), американский кинорежиссёр и сценарист. Трёхкратный лауреат премии «Оскар».
  - Виктор Геращенко (р. 1937), советский и российский экономист и банкир, председатель правления Государственного банка СССР (1989—1991) и Центрального банка Российской Федерации (1992—1994, 1998—2002).
  - Эйден Чемберс (р. 1934), британский писатель, автор произведений для детей и юношества.

## Народный календарь
Максим-Берёзосок / Максимов день / Берёзосок
- Начинали сбор берёзового сока, которым отпаивали хворых. Лечение называли «хмельным», ибо сок быстро начинал бродить[10].